# Kateryniwka (hromada Apostołowe)
Kateryniwka (ukr. Катеринівка) – wieś na Ukrainie, w obwodzie dniepropetrowskim, w rejonie krzyworoskim, w hromadzie Apostołowe. W 2001 liczyła 242 mieszkańców, spośród których 226 wskazało jako ojczysty język ukraiński, 11 rosyjski, 4 mołdawski, a 1 inny.